# Awka North
Awka North es una localidad del estado de Anambra, en Nigeria. Según el censo de 2006, tiene una población de 112 192 habitantes.
Está ubicada en el centro-sur del país, a poca distancia al norte del delta del Níger y de la costa del golfo de Guinea.